# Herbert Busemann
Herbert Busemann (Berlim, 12 de maio de 1905 — Santa Ynez, 3 de fevereiro de 1994) foi um matemático alemão que emigrou para os Estados Unidos fugindo do nazismo.

## Vida e obra
Busemann frequentou a escola em Essen e Frankfurt e estudou na Universidade de Munique, Universidade de Göttingen, Universidade de Paris e Universidade La Sapienza. Doutorado em 1931 na Universidade de Göttingen, orientado por Richard Courant, trabalhando depois (sem vencimentos) como assistente de Courant e de Gustav Herglotz, emigrando em 1933 da Alemanha para Copenhage (um de seus avós era judeu), onde foi docente na universidade. De 1936 a 1939 trabalhou no Instituto de Estudos Avançados de Princeton e em 1939 foi instrutor no Swarthmore College e na Universidade Johns Hopkins. A partir de 1940 foi instrutor e depois professor assistente no Instituto de Tecnologia de Illinois. Em 1945 foi professor assistente no Smith College em Northampton (Massachusetts) e em 1947 professor na Universidade do Sul da Califórnia, onde permaneceu até aposentar-se em 1970, tendo sido professor distinguido em 1964.
Busemann trabalhou principalmente com geometria diferencial, geometria de superfícies convexas, curvas geodésicas, geometria de Finsler e fundamentos da geometria no escopo do problema espacial de Riemann-Helmholtz e com problemas isoperimétricos.
Foi membro da Academia Real Dinamarquesa de Ciências.
Recebeu em 1984 a Medalha Lobachevsky. Seu espólio está na Biblioteca Nacional da Alemanha.

## Obras
- Herbert Busemann, Selected Works, (Athanase Papadopoulos, ed.) Volume I, ISBN 978-3-319-64294-9, XXXII, 908 p., Springer International Publishing, 2018.
- Herbert Busemann, Selected Works, (Athanase Papadopoulos, ed.) Volume II, ISBN 978-3-319-65623-6, XXXV, 842 p., Springer International Publishing, 2018.

- Introduction to algebraic manifolds, Princeton University Press 1939
- com Paul J. Kelly: Projective geometry and projective metrics, Academic Press 1953, Dover 2006
- Convex Surfaces, Interscience 1958, Dover 2008
- Geometry of Geodesics, Academic Press 1955, Dover 2005
- Metric methods in Finsler spaces and in the foundations of geometry, Princeton University Press, Oxford University Press 1942
- com Bhalchandra Phadke: Spaces with distinguished geodesics, Dekker 1987
- Recent synthetic differential geometry, Springer 1970